# Ла Мотт, Эллен Ньюбоулд
Эллен Ньюбоулд Ла Мотт (Ламотт, англ. Ellen Newbold La Motte; 1873[…], Луисвилл, Кентукки — 2 марта 1961) — американская медсестра, журналистка и автор документальной прозы. Во время Первой мировой войны была медсестрой французского полевого госпиталя в Бельгии. Описала свой опыт в антивоенном произведении «На отливе войны» (The Backwash of War, 1916). Ла Мотт написала несколько книг и статей о своём сестринском деле и опыте военного времени. Стала авторитетом по проблеме торговли опиумом и консультировала Лигу Наций. За эту работу награждена националистическим правительством Китая памятной медалью Линя Цзэсюя (1930). От Японского Красного Креста, специальным членом которого Ла Мотт была, она получила орден Заслуг Красного Креста.

## Биография
Родилась в 1873 году в Луисвилле в штате Кентукки. В подростковом возрасте переехала жить в Уилмингтон в штате Делавэр, к богатым родственникам, семье промышленника Альфреда Ирене Дюпона (1864—1935), праправнука Пьера Самюэля Дюпона де Немура, президента компании DuPont, которая стала крупнейшим производителем боеприпасов во время Первой мировой войны. Ла Мотт приходилась Альфреду Дюпону племянницей. В 1899 году в возрасте 24 лет поступила в Специальную школу сестринского дела Джонса Хопкинса (Johns Hopkins Training School for Nurses) в Балтиморе. После окончания школы в 1902 году работала старшей медсестрой в госпитале Джонса Хопкинса в Балтиморе. В 1904—1905 гг. работала ассистентом заведующего в госпитале Святого Луки в Сент-Луисе в штате Миссури. В 1905—1910 гг. работала медсестрой по уходу за туберкулёзными больными в Instructive Visiting Nurses Association (Ассоциации поучающих приходящих сиделок) в Балтиморе. В 1910—1913 гг. заведовала туберкулёзным подразделением отдела здравоохранения Балтимора. Опубликовала десятки статей в журналах, посвящённых сестринскому делу и социальным реформам, а также неоднократно выступала с речами на местных, региональных и национальных собраниях. Была активисткой суфражистского движения, главным распорядителем (chief marshal) большого парада суфражисток во время Национальной конвенции Демократической партии в июне 1912 года в Балтиморе. В 1913 году участвовала в британском суфражистском движении, лидером которого была Эммелин Панкхёрст. Согласно The Baltimore Sun придерживалась социалистических и анархических взглядов. Осенью 1913 года переехала в Париж. Там написала учебник по уходу за туберкулёзными больными The Tuberculosis Nurse (1914) и подружилась с Гертрудой Стайн.
Эллен Ла Мотт и Эмили Чадбурн, так и не поехали в Сербию, они были ещё в Париже. Эллен Ла Мотт училась на медсестру в университете Джонса Хопкинса и хотела быть медсестрой ближе к фронту. Она по-прежнему боялась выстрелов, но всё-таки хотела быть медсестрой на фронте. Познакомившись с Мэри Борден-Тёрнер, которая заведовала фронтовым госпиталем, Эллен Ла Мотт все-таки провела несколько месяцев медсестрой на фронте. После этого они с Эмили Чадбурн поехали в Китай, а затем возглавили кампанию против применения опиума.
С началом Первой мировой войны в августе 1914 года Ла Мотт одной из первых записалась в добровольцы, в 1914—1916 годах работала в American Ambulance Service (Американской службе скорой помощи) в Париже. В первую зиму войны Ла Мотт сблизилась с Эмили Крейн Чадборн (Emily Rockwell Crane Chadbourne, род. 1871), коллекционером искусства, дочерью Ричарда Крейна, основателя чикагской «Крейн компани» (Crane Co.), сестрой Чарльза Крейна, и бывшей женой юриста Томаса Линкольна Чадборна, которая жила в Париже и с которой Ла Мотт была парой до смерти. Ла Мотт хотела быть медсестрой на фронте, познакомилась с Мэри Борден-Тёрнер, которая заведовала фронтовым госпиталем, и была несколько месяцев медсестрой во французском военном госпитале в Бельгии, рядом с Западным фронтом. По возвращении с фронта в Париж описала свой военный опыт в сборнике из тринадцати рассказов «На отливе войны» (The Backwash of War), опубликованном в сентябре 1916 года. В рассказе «Женщины и жены» (Women and Wives) Ла Мотт объясняет, что французские военные в зону военных действий не допускали жён, но допускали женщин, которые могут «порадовать и взбодрить» солдат («cheer and refresh the troops»). В Великобритании и Франции книгу сразу запретили. В США книгу Ла Мотт переиздали несколько раз. The New York Times 15 октября 1916 года писала, что её истории «рассказывались резкими, быстрыми фразами», которые не имели никакого сходства с обычным «литературным стилем» и давали «строгую, решительную отповедь войне». Критик журнала The Masses в январе 1917 года объявил книгу «бессмертной», одной из самых значительных работ о войне. 6 апреля 1917 года США вступили в Первую мировую войну. В августе 1918 года правительство США подвергло книгу Ла Мотт цензуре. Реалистичные описания работы в госпитале были объявлены вредными для морального духа военного времени. Книга была переиздана в 1934 году.
Синтия Вахтелл (Cynthia Wachtell) считает, что стиль Ла Мотт сильно повлиял на Эрнеста Хемингуэя через Гертруду Стайн, с которой Ла Мотт дружила. Ла Мотт и Стайн — две американки среднего возраста, писательницы и лесбиянки — уже были подругами в начале войны. Их дружба укрепилась в первую зиму конфликта, когда они обе жили в Париже. В начале 1915 года Стайн написала «маленькую повесть» о Ла Мотт под названием «Как они могли на ней жениться?» (How Could They Marry Her?). У Стайн была личная копия книги «На отливе войны», которая в настоящее время хранится в Йельском университете. Рассказы сборника «На отливе войны» написаны в «стиле Хэмингуэя» задолго до романа «Прощай, оружие!», опубликованной в 1929 году. Синтия Вахтелл находит сходство рассказа Alone Ла Мотт и рассказа из сборника «В наше время» Хэмингуэя, опубликованного в 1925 году.
В 1916 году Ла Мотт покинула Европу вместе с Эмили Крейн Чадборн, чтобы совершить поездку по Африке и Азии, включая город Аддис-Абеба, столицу Эфиопской империи и джунгли Камбоджи. На борту лайнера SS Tenyo Maru, направлявшегося 26 августа 1917 года из Токио в Китай Ла Мотт и Эмили Крейн Чадборн встретились с индийским учёным Таракнатом Дасом, который передал им рукопись книги Isolation of Japan in World Politics для публикации в Нью-Йорке. Английский писатель Ивлин Во, встретивший Ла Мотт и Эмили Крейн Чадборн в Эфиопии в 1930 году, назвал их «двумя грозными дамами», которых «долгое общение сделало… почти неразличимым».
В 1919—1934 годах Ла Мотт написала шесть книг и десятки статей против торговли опиумом и колониализма, она возглавила международную кампанию против опиума, стала признанным авторитетом по проблеме незаконного оборота опиума и консультировала Лигу Наций. В 1930 году за эту работу националистическое правительство Китая наградило её памятной медалью Линя Цзэсюя. Активно участвовала в Johns Hopkins Nurses' Alumni Association (Ассоциации выпускниц школы сестринского дела Джонса Хопкинса), а также в The Huguenot Society of America (Американском обществе гугенотов), в Authors League of America (Американской лиге авторов), Society of Woman Geographers (Обществе женщин-географов) и Women's National Republican Club (Женском национальном республиканском клубе) в Нью-Йорке.
В 1940—1950-е годы заработала на фондовой бирже более 1 млн долларов США. В 1959 году, в возрасте 85 лет сыграла ключевую роль в возрождении «Крейн компани», основанной отцом Эмили Крейн Чадборн.
Умерла в 1961 году. В некрологе, опубликованном The New York Times, названа «одной из первых американских медсестёр», прибывших на поля сражений Первой мировой войны.
В Медицинском архиве имени Алана Мэсона Чесни (The Alan Mason Chesney Archives) Школы медицины Джонса Хопкинса хранятся публикации Ла Мотт в журналах The Atlantic Monthly и Harper’s Magazine, а также письма, которые Ла Мотт писала с декабря 1911 года по август 1916 года в Германию близкой подруге Эми Вессельхофт (Amy Wesselhoeft), супруге педагога Роберта фон Эрдберга.
В 2019 году издательство университета Джонса Хопкинса (Johns Hopkins University Press) в расширенном издании книги Ла Мотт «На отливе войны» опубликовало её биографию, написанную Синтией Вахтелл (Cynthia Wachtell), адъюнкт-профессором Иешива-университета и автором книги War No More: The Anitwar Impulse in American Literature 1861—1914.
Книга Ла Мотт «На отливе войны» переведена в 2009 году на нидерландский язык Эрвином Мортье. 
В 2024 году книга «На отливе войны» вышла на русском языке в переводе Александры Финогеновой в Издательстве Ивана Лимбаха.

## Сочинения
Сочинения Ла Мотт включают:
- The Tuberculosis Nurse (1914)
- «На отливе войны» (The Backwash of War, 1916)
- Peking Dust (1919)
- Civilization (1919)
- The Opium Monopoly (1920)
- The Ethics of Opium (1924)
- Snuffs and Butters (1925)
- Opium at Geneva (1929)